# 프랑스령 토골란드
프랑스령 토골란드(프랑스어: Togo français)는 1916년부터 1960년까지 프랑스령 서아프리카에 존재했던 국제 연맹의 전신이다. 1960년에 토고 공화국이 되었고, 현재의 토고가 되었다.

## 독일에서 프랑스 및 위임통치령으로 이전

연보라색은 프랑스령 토골란드 (연두색은 영국령 토골란드)

프랑스군은 1914년 8월 6일 리틀 포포에 상륙하여 거의 저항을 받지 않았다. 프랑스군은 내륙으로 진격하여 8월 8일 토고를 점령했다. 1914년 8월 26일, 토골란드의 독일 보호령은 프랑스와 영국군의 침략을 받아 5일간의 짧은 저항 끝에 함락되었다. 1914년 8월 27일 영국과 프랑스 군대가 카미나에 상륙하면서 식민지는 "조건 없이" 항복했다. 독일은 영국에게 항복할 것을 제안했고, 영국은 무조건 항복해야 하며, 무역이나 사익, 기업에는 거의 간섭하지 않고 사유재산을 존중하겠다고 약속했다. 당시 뉴스 보도에 따르면 독일군은 전역 기간 동안 확장탄을 사용했으며, 헤이그 회담에 위배되는 무장한 원주민들을 통제하지 않았다고 한다. 1916년에 토골란드는 프랑스와 영국의 행정 구역으로 나뉘었고, 전쟁 이후 토골란드는 공식적으로 프랑스와 영국 사이에 행정 목적으로 분할된 국제 연맹의 위임통치령이 되었다.
바이마르 공화국의 독일 민족주의자들은 1920년 프랑스가 베르사유 조약 제22조를 위반하는 것에 반대하였다. 그들은 또한 보도자료를 통해 "독일 정부는 당연히 프랑스의 주장된 의도를 정당화하는 조약의 해석을 막기 위해 아무것도 남기지 않는다"고 외쳤다. 프랑스에 대한 식민지의 가치는 기존의 철도에서 발견되었고, 아타크파메의 다호메이 철도와 로메, 세구라, 리틀 포포의 항구와 새로운 연결을 가능하게 했다.
제2차 세계 대전 이후, 유엔 신탁통치령은 프랑스 위임통치령이 되었다.
1955년 프랑스령 토골란드는 프랑스 연합의 자치 공화국이 되었다. 일반 성인 참정권에 의해 선출된 입법회는 내정에 대한 상당한 권한을 가지고 있었고, 선출된 집행 기관은 입법부에 책임이 있는 국무총리가 이끌었다. 이러한 변화는 1956년 국민투표에서 승인된 헌법으로 구체화되었다. 1956년 9월 10일 니콜라 그뤼니츠키는 토고 자치 공화국의 총리가 되었다. 그러나 국민투표의 부정행위로 인해 1958년 무감독 총선이 실시되었고 실바뉘 올랭피오가 승리하였다. 1960년 4월 27일, 토고는 프랑스와의 헌법적 관계를 단절하고, 유엔 신탁통치권을 박탈하고, 올랭피오를 대통령으로 하는 임시 헌법에 따라 완전히 독립하였다.

## 같이 보기
- 토고의 역사